# شباب (مقاطعة تشرداول)
شباب (بالفارسية: شباب) هي قرية تقع في قسم شباب الريفي (مقاطعة تشرداول) في إيران. يقدر عدد سكانها بـ 3,363 نسمة .